# Química bioinorgânica
A química bioinorgânica, também chamada de bioquímica inorgânica, é um campo multidisciplinar que nasce na interface entre química inorgânica e biologia e estuda o papel de metais (em particular dos metais de transição) em sistemas biológicos, incluindo a análise de fenômenos naturais, como o funcionamento de metaloproteínas frente a introdução de substâncias químicas, avaliando sua toxicidade e sua aplicação medicinal, e a inserção de elementos inorgânicos como sondas para investigação de sua estrutura e função in vivo.
Logo, a química bioinorgânica desempenha papel crucial na compreensão de processos de transferências de carga e íons metálicos, de formação de ligações e/ou ativação de substratos, bem como nas propriedades metálicas relevantes para a química biológica, entre outros. Vale salientar que muitos processos biológicos dependem de moléculas inorgânicas, como a respiração que ocorre pela troca de gás oxigênio (O2) e gás carbônico (CO2) com o meio externo.
Além disso, para compreender os aspectos gerais da química bioinorgânica é necessário obter um panorama geral dos conhecimentos químicos, em especial da Química de Coordenação, do pH e das reações de oxirredução, biológicos (bioquímicos) e dos métodos físico-químicos de análise, os quais baseiam-se em propriedades ópticas, eletrônicas e/ou magnéticas dos compostos. Neste artigo é apresentado um breve histórico da evolução dessa ciência, seguido pela descrição dos elementos essenciais para os seres vivos, com foco nos metais, e os principais ligantes biológicos de interesse para a Química Bioinorgânica, finalizando com as suas áreas de atuação, seus desafios atuais e perspectivas promissoras de estudo.

## História
A designação de um campo de química em rápido desenvolvimento como "bioinorgânica" parece implicar uma contradição de termos, mas essa aparente contradição reflete, na verdade, um equívoco que remonta ao início da ciência moderna. No século XIX, a química ainda era categorizada em "orgânica", referindo-se a substâncias isoladas de "organismos", e "inorgânica", relacionada a "matéria morta". No entanto, essa distinção perdeu seu significado após a síntese de ureia "orgânica" a partir de cianeto de amônio "inorgânico" realizada por Wohler em 1828. Atualmente, a química orgânica é definida como o estudo de hidrocarbonetos e seus derivados, incluindo certos heteroelementos não metálicos, como N, O e S, independentemente da origem do material. A demanda crescente por uma designação coletiva na química dos organismos vivos resultou na criação do termo "bioquímica". No entanto, avanços analíticos destacaram a presença crucial de elementos inorgânicos em processos bioquímicos. Diversos produtos naturais parcialmente inorgânicos foram identificados, incluindo metaloenzimas, metaloproteínas não enzimáticas, produtos de baixo peso molecular, coenzimas, vitaminas, ácidos nucleicos, hormônios, antibióticos e biominerais.
Embora a química bioinorgânica tenha sido explorada há muitos anos, com registros do uso de metais em poções farmacêuticas nas antigas civilizações da Mesopotâmia, Índia, China e Egito, suas primeiras aplicações práticas se manifestaram no campo agrícola. Paralelamente, a bioinorgânica revelou-se crucial não apenas para avanços médicos, mas também para a compreensão de fenômenos como biomineralização e aspectos da química ambiental.  Cientistas renomados, como Paul Ehrlich, Minot, Murphy e Barnett Rosenberg, foram pioneiros na exploração da bioinorgânica. Suas descobertas revolucionárias não apenas ressaltaram a importância dessa área científica, mas também a destacaram como uma fonte vital de insights para a medicina moderna.

### Salvarsan

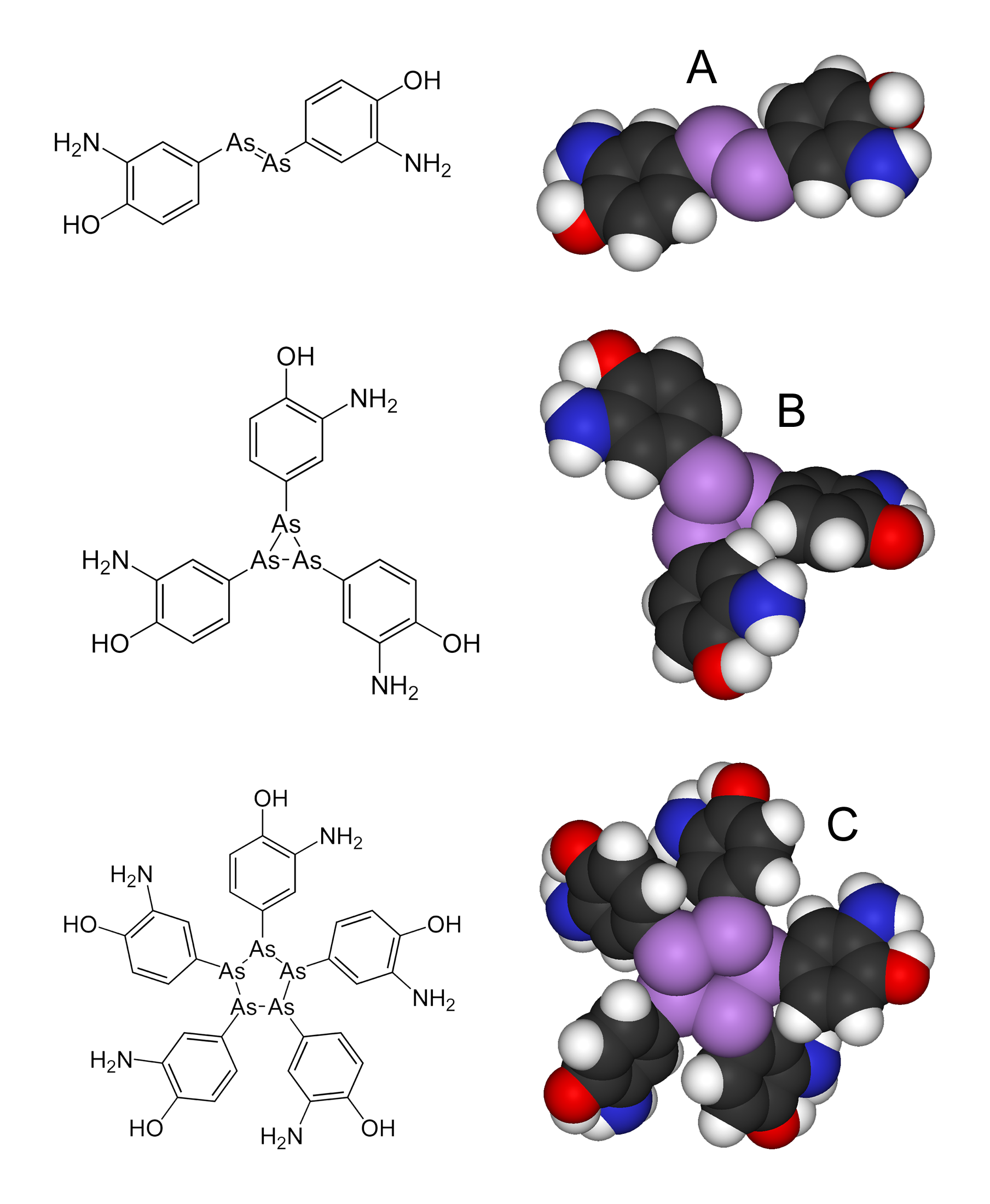
Figura 1- Estrutura molecular tradicional do salvarsan (a), bem como as estruturas de trímero (b) e pentâmero (c) sugeridas pela análise espectral de massa

Paul Ehrlich usou organoarsénico no tratamento da sífilis, numa das primeiras demonstrações da importância da química de metais em sistemas vivos. Em 1907, o salvarsan foi pela primeira vez sintetizado como resultado de uma investigação sistemática realizada pelo laboratório de Ehrlich. Esse esforço tinha como objetivo analisar centenas de compostos na busca por medicamentos, conhecidos como "balas mágicas", que demonstrassem atividade antimicrobiana sem causar impactos adversos nos pacientes humanos. Ehrlich e seus colaboradores publicaram, em 1912, resultados destacando as propriedades antissifilíticas do salvarsan. Após modificações químicas, incluindo a introdução de mercúrio e bismuto, as penicilinas substituíram os compostos organoarsênicos no tratamento da sífilis após a Segunda Guerra Mundial. Apesar de seu uso extensivo, a composição exata do Salvarsan permanece desconhecida. Inicialmente,  acreditava-se que uma ligação dupla {\displaystyle {\ce {As = As}}} ocupava o centro da molécula, conjugada com dois grupos aminofenol (Figura 1a). No entanto, em 2005, a análise espectral de massa revelou que o núcleo do salvarsan pode, na verdade, ser ocupado por ligações simples {\displaystyle {\ce {As-As}}} (Figura 1a e 1b).

### Vitamina B12

Figura 2- A estrutura da vitamina B12. A substituição do ciano por um grupo metila resultaria em metilcobalamina, um derivado da vitamina B12

Na década de 1920, Minot e Murphy fizeram uma descoberta crucial ao encontrar um tratamento eficaz para a antes fatal anemia perniciosa. Ao suplementar a dieta com fígado, eles conseguiram reverter essa condição. Essa reversão foi possível devido à presença de cianocobalamina, ou vitamina B12, no fígado. No entanto, apenas em 1948, Folkers e Smith conseguiram isolar com êxito a vitamina B12. Dorothy Crowfoot Hodgkin demonstrou a presença de cobalto na vitamina B12, usada no tratamento da anemia perniciosa. A molécula, apresentada na Figura 2, exibe a estrutura monomérica mais complexa encontrada na natureza e tem sido extensivamente estudada devido à sua ampla gama de funções no corpo. Descobriu-se que as ligações C-Co covalentes dentro da molécula promovem a atividade catalítica.A B12 atua como cofator para diversas enzimas envolvidas em reações relacionadas à síntese de ácidos nucleicos e lipídios. A vitamina B12 faz parte do grupo de moléculas conhecidas como corrinoides, que apresentam uma estrutura cíclica com quatro anéis de pirrol semelhante à do heme e de outras porfirinas.
Diferentes substituintes no anel de corrina na posição beta resultam em moléculas diferentes. Por exemplo, quando um grupo CN- está ligado a essa posição, é conhecido como vitamina B12 comum. Essa molécula é então um sistema diamagnético de Co (III) com uma configuração d6. No entanto, quando um grupo metila está ligado na posição beta, a molécula se torna o cofator biológico metilcobalamina. Esses compostos relacionados à vitamina B12 são chamados cobalamins, muitos dos quais são cofatores importantes para reações biológicas.

### Cisplatina

Figura 3- Estrutura quadrado planar da cisplatina

Uma das primeiras descobertas significativas no tratamento do câncer surgiu de maneira acidental em 1965, graças ao trabalho do Dr. Barnett Rosenberg. Sua pesquisa inicial sobre células em divisão o levou a realizar experimentos adicionais usando eletrodos de platina e um campo elétrico para investigar maneiras de interromper a divisão celular. Após dois anos de experimentação, Rosenberg e sua equipe perceberam que não era o campo elétrico que parava a divisão celular, mas sim o composto de platina liberado pelos eletrodos. Essa descoberta levou ao desenvolvimento da cisplatina, um medicamento usado no tratamento de tumores cancerígenos.
Os primeiros ensaios clínicos foram conduzidos em 1972. Apesar do ceticismo inicial de alguns críticos sobre o uso de um metal pesado venenoso em um medicamento, a cisplatina foi aprovada pelo FDA em 1978 para tratar cânceres testiculares e de bexiga. Ao longo do tempo, o uso da cisplatina foi expandido para incluir o tratamento de vários outros tipos de câncer, marcando o início de extensas pesquisas sobre terapias combinadas para o tratamento do câncer. Mesmo sendo considerado parte da terapia padrão para muitas formas de câncer, a cisplatina ainda enfrenta limitações devido aos seus efeitos colaterais adversos. Esses efeitos colaterais resultaram em restrições na dosagem administrada a pacientes, visando minimizar complicações. O íon que contém platina, [Pt(NH3)2]2+, pode se ligar covalentemente às bases nitrogenadas do DNA, alterando as vias celulares e impactando a replicação, transcrição, reparo de DNA, ciclo celular e levando à morte celular por apoptose.
A molécula de cisplatina é composta por dois átomos de cloro e dois grupos NH3 que cercam um átomo central de platina (Figura 3). Quando quatro ligantes envolvem um átomo central de metal, podem adotar uma geometria tanto tetraédrica quanto planar quadrada. Contudo, devido à presença de oito elétrons d no Pt2+, há uma preferência energética para que os ligantes se organizem em uma geometria planar quadrada.

## Metais essenciais à vida
Apesar de constantes debates sobre a classificação de elementos como tóxicos, benéficos ou essenciais para seres vivos, especialmente para os humanos, aproximadamente 20 dos elementos conhecidos são atualmente considerados essenciais. Essas definições, no entanto, podem variar entre diferentes organismos. Em primeiro lugar, temos os elementos orgânicos e em grande quantidade H, C, N e O. Além disso, sete macro-minerais são considerados essenciais: Na, K, Mg, Ca, Cl, P e S. Além disso, os "elementos traço" são reconhecidos como essenciais, incluindo Mn, Fe, Cu, Zn, Se, Co, Mo e I para plantas ou animais. Atualmente, outros elementos estão sendo discutidos para possível inclusão na categoria de essenciais para ambos, como V, Ni, Br, Si, Sn. Para elementos como As e Pb, tem-se discutido um efeito positivo de traços em certos organismos, evidenciando as incertezas na classificação de muitos elementos traço. A relação dos elementos metálicos considerados atualmente essenciais para os seres humanos inclui Na, K, Mg, Ca, Mn, Fe, Co, Cu, Zn, Mo, enquanto outros como V, Ni e Sn são sugeridos, mas ainda não confirmados como essenciais. Até poucos anos atrás, acreditava-se que o Cr era essencial para os seres humanos, com base em estudos que mostraram comprometimento na capacidade de utilizar glicose em animais privados desse elemento na dieta. No entanto, pesquisas mais recentes rejeitaram essa ideia, excluindo o cromo da lista de elementos essenciais devido a novas descobertas.
Embora a discussão sobre quais elementos são essenciais, benéficos ou tóxicos para organismos vivos, especialmente humanos, esteja em andamento, a importância dos elementos metálicos como componentes essenciais dos seres vivos, particularmente para os seres humanos, é bem evidenciada (Tabela 1 ).
| Elementos | Sintomas de deficiência                                           |
| --------- | ----------------------------------------------------------------- |
| Ca        | Crescimento esquelético retardado                                 |
| Mg        | Cãibras musculares                                                |
| Fe        | Anemia, distúrbios no sistema imunológico                         |
| Zn        | Danos à pele, crescimento prejudicado, maturação sexual retardada |
| Cu        | Fraqueza nas artérias, distúrbios no fígado, anemia secundária    |
| Mn        | Infertilidade, crescimento esquelético prejudicado                |
| Mo        | Retardo no crescimento celular, propensão a cáries                |
| Co        | Anemia perniciosa                                                 |
| Ni        | Depressão no crescimento, dermatite*                              |
| Cr        | Sintomas de diabetes*                                             |

A importância dos elementos metálicos como componentes vitais de organismos vivos, notadamente para os seres humanos, destaca que, para serem considerados essenciais, esses elementos devem satisfazer três condições fundamentais: a presença nos tecidos humanos, a ausência total resultando em danos irreversíveis às funções vitais e a capacidade de normalizar a função fisiológica por meio de suplementação apropriada. A Tabela 2 enumera alguns elementos inorgânicos essenciais, destacando alguns de seus papéis conhecidos na biologia.
| Metal      | Função                                                                                               |
| ---------- | --- |
| Sódio      | Transportador de carga; equilíbrio osmótico                                                          |
| Potássio   | Transportador de carga; equilíbrio osmótico                                                          |
| Magnésio   | Estrutura; hidrolase; isomerase                                                                      |
| Cálcio     | Estrutura; desencadeador; transportador de carga                                                     |
| Vanádio    | Fixação de nitrogênio; oxidase                                                                       |
| Molibdênio | Fixação de nitrogênio; oxidase; oxo transferência.                                                   |
| Tungstênio | Desidrogenase                                                                                        |
| Manganês   | Fotossíntese; oxidase; estrutura.                                                                    |
| Ferro      | Oxidase; transporte e armazenamento de dioxigênio; transferência de elétrons; fixação de nitrogênio. |
| Cobalto    | Oxidase; transferência de grupo alquil.                                                              |
| Níquel     | Hidrogenase, hidrolase                                                                               |
| Cobre      | Oxidase; transporte de dioxigênio; transferência de elétrons.                                        |
| Zinco      | Estrutura; hidrolase.                                                                                |

Além disso, nosso corpo pode conter uma quantidade considerável de metais não essenciais, tais como Li, Rb, Sr, Zr, Pb, e até mesmo Au, U, entre outros. Esses elementos são absorvidos por meio de alimentos, água e ar, muitas vezes devido à sua semelhança química e afinidade com metais essenciais cruciais, compartilhando os mesmos átomos doadores e locais químicos desses metais essenciais.

## Ligantes de interesse biológico[1][6]
A priori, as macromoléculas biológicas lipídeos, proteínas, carboidratos e ácidos nucléicos podem ser consideradas ligantes biológicos típicos devido sua biodisponibilidade, mas é possível identificar ligantes inorgânicos disponíveis nos seres vivos, desde moléculas neutras - como água (H2O), oxigênio molecular (O2), ácido sulfídrico (H2S), monóxido de carbono (CO) e óxido nitroso (NO) - à espécies iônicas - como hidroxila (OH-), nitrato (NO3-), haletos (F-, Cl-, Br- e I-), carbonatos (CO32-, HCO3-), sulfatos (SO42-, HSO4-), sulfetos (S2-, HS-) e fosfatos (PO43-, HPO42-, H2PO4-).
Em relação as macromoléculas, há uma grande variedade de posições/sítios que podem ligar-se a íons metálicos. Nas proteínas e enzimas, por exemplo, as posições N-terminal (grupo amina, NH3+) e C-terminal (grupo carboxila, COO-) e os resíduos dos aminoácidos que constituem toda a cadeia polipeptídica são possíveis sítios de coordenação. E nos ácidos nucléicos, nucleotídeos e nucleosídeos, por sua vez, os nitrogênios contidos nas bases nitrogenadas pirimidinas e purinas, os álcoois presentes nos açucares (assim como para os polissacarídeos, isto é, carboidratos) e os ésteres de fosfatos possibilitam a formação de ligação com algum metal.
Outros ligantes de interesse biológicos são as porfirinas, em especial o grupo prostético heme (protoporfirina IX de ferro(II)) presente em metaloproteínas, como a hemoglobina e a mioglobina, e enzimas, como as catalases, as peroxidases e os citocromos P450.

## Áreas de estudo
Resultando de uma mistura entre a bioquímica e a química inorgânica, a química bioinorgânica tem importância no estudo de proteínas de transferência electrónica (eletronica), actividade (atividade) enzimática de metaloenzimas, transporte e armazenamento de metais em sistemas biológicos, proteínas de transporte e activação (ativação) de oxigénio molecular (dioxigénio), entre outros.

### Proteínas de transferência electrónica
Proteínas de transferência eletrônica são aquelas capazes de reduzir o centro activo (ativo) de uma outra enzima (muitas vezes, também uma metaloproteína) fornecendo-lhe os electrões (eletrons) necessários para a sua actividade (atividade) enzimática.
Podem ser intermediárias entre duas outras proteínas de transporte electrónico (eletrônico), oxidando a proteína doadora e reduzindo a receptora, ou um doador electrónico (eletrônico) não proteico, como o NADH, e uma proteína. As maiores classes de proteínas de transferência electrónica (eletrônica) são:
- proteínas de ferro-enxofre, como a rubredoxina ou a ferredoxina;
- proteínas de cobre, como a azurina;
- citocromos.

Estas proteínas complementam a actividade (atividade) de transporte electrónico (eletrônico) da nicotinamida adenina dinucleótido (NAD) e flavina adenina dinucleótido (FAD).
O transporte e armazenamento de metais refere-se em específico a canais de transporte de iões (íons) através de membranas, sideróforos (moléculas que complexam metais para ajudar à sua solubilização, captura e assimilação, especialmente em bactérias) e outras proteínas envolvidas na regulação dos níveis intra e extracelulares de iões (íons) metálicos.
As metaloproteínas envolvidas no transporte e activação (ativação) do oxigênio molecular possuem na sua maioria ferro, cobre e manganês na sua estrutura. A proteína hemoglobina é possivelmente o exemplo mais conhecido de metaloproteína de transporte de oxigénio: o grupo hemo contido na estrutura da hemoglobina possui um átomo de ferro no seu centro, ao qual se liga e desliga a molécula de dioxigênio. Outros sistemas de transporte de oxigênio incluem a mioglobina, a hemocianina e a hemeritrina.
As oxidases e as oxigenases são grupos de metaloproteínas responsáveis por reacções (reações) de grande importância nos sistemas vivos, como geração de energia na citocromo c oxidase ou oxidação de pequenas moléculas na citocromo P450 oxidase ou metano monooxigenase. Algumas metaloproteínas protegem sistemas biológicos de danos causados por espécies reactivas de oxigénio, como o anião (ânion) radical superóxido ou o peróxido de hidrogénio; nestas incluem-se enzimas como as superóxido dismutases, e peroxidases como a catalase.
Sistemas bioorganometálicos como as hidrogenases e a metilcobalamina são exemplos de química organometálica encontrada em sistemas biológicos.
As vias de metabolismo de azoto usam diversas metaloproteínas. A mais reconhecida é a nitrogenase. Outra enzima de relevo nestas vias é a óxido nítrico sintase, responsável pela produção de óxido nítrico.

### Metais na medicina
Vários medicamentos contêm metais. Esse tema se baseia no estudo do design e mecanismo de ação de produtos farmacêuticos que contêm metais, assim como compostos que interagem com íons de metal endógenos nos sítios ativos de enzimas. O medicamento anticancerígeno mais amplamente utilizado é o cisplatino.
Agentes de contraste de ressonância magnética comumente contêm gadolínio. O carbonato de lítio tem sido utilizado para tratar a fase maníaca do transtorno bipolar. Medicamentos antiartríticos à base de ouro, como o auranofin, foram comercializados. Moléculas liberadoras de monóxido de carbono, que são complexos de metal, foram desenvolvidas para suprimir a inflamação liberando pequenas quantidades de monóxido de carbono. A importância cardiovascular e neuronal do óxido nítrico foi examinada, incluindo a enzima óxido nítrico sintase. Além disso, complexos de transição metálica baseados em triazolopirimidinas foram testados contra várias cepas de parasitas.

### Metais em sistemas biológicos
A interação entre metais e organismos vivos é um balé evolutivo de grande complexidade. Esta área de estudo investiga não apenas a presença de metais essenciais nos sistemas biológicos, mas também como esses elementos desempenharam papéis fundamentais na seleção natural. A evolução de vias metabólicas específicas, adaptadas para a captação e utilização eficiente de metais, revela uma história intricada de coevolução entre os organismos e seus ambientes.
Além disso, a pesquisa explora como as mutações genéticas ao longo do tempo podem ter contribuído para a adaptação de organismos a ambientes ricos ou deficientes em determinados metais. A compreensão dessa dança evolutiva proporciona insights valiosos não apenas sobre a história da vida na Terra, mas também sobre como os organismos podem se adaptar a mudanças ambientais ao longo do tempo
Em um nível molecular, as interações entre proteínas e metais essenciais são investigadas em detalhes, elucidando como essas macromoléculas se tornaram arquitetos evolutivos, moldando a complexidade da vida celular

### Transporte e armazenamento de metais
A pesquisa nesta área se aprofunda na compreensão dos mecanismos pelos quais as células garantem a entrada, saída e redistribuição de metais, equilibrando as demandas fisiológicas.
Além dos canais iônicos e transportadores de membrana, a exploração de sideróforos e outras moléculas envolvidas na solubilização e captura de metais proporciona uma visão detalhada de como os organismos se adaptam a diferentes ambientes e competem por recursos escassos.
No âmbito da regulação intracelular, a pesquisa analisa como proteínas especializadas mantêm homeostase, ajustando os níveis de metais essenciais para otimizar funções biológicas. Essas coreografias moleculares revelam a engenhosidade das estratégias evolutivas desenvolvidas pelos organismos para prosperar em ambientes dinâmicos.

### Homeostase
A homeostase é um processo fundamental para a manutenção da saúde e do equilíbrio do organismo. O artigo em questão aborda a homeostase do ferro, que é regulada por dois mecanismos principais: um intracelular, que depende da quantidade de ferro disponível na célula, e outro sistêmico, que é controlado pela hepcidina. A hepcidina é uma proteína produzida pelo fígado que regula a absorção de ferro no intestino e sua liberação pelos macrófagos. A compreensão desses mecanismos é essencial para o desenvolvimento de novas terapias para doenças relacionadas ao metabolismo do ferro.
A pesquisa em homeostase tem sido cada vez mais importante para a compreensão de diversas doenças e para o desenvolvimento de novas terapias. No caso do ferro, por exemplo, a compreensão dos mecanismos de regulação da hepcidina tem sido fundamental para o desenvolvimento de novos tratamentos para doenças como a anemia de doença crônica. Além disso, a pesquisa em homeostase tem sido aplicada em outras áreas, como a regulação do cálcio, do sódio e do potássio, entre outros.
A homeostase é um campo de estudo interdisciplinar que envolve a biologia, a bioquímica, a fisiologia e outras áreas. A compreensão dos mecanismos de regulação da homeostase é essencial para o desenvolvimento de novas terapias e para a prevenção e tratamento de diversas doenças. Além disso, a pesquisa em homeostase tem implicações importantes em outras áreas, como a nutrição, a farmacologia e a medicina. Por isso, é fundamental investir em pesquisas nessa área e promover a colaboração entre diferentes disciplinas para avançar no conhecimento sobre a regulação do organismo.

### Toxicidade e aplicações medicinais
A investigação da toxicidade dos metais destaca não apenas os perigos potenciais, mas também os mecanismos de defesa e reparo desenvolvidos pelos organismos ao longo da evolução. Estudos detalhados revelam como diferentes metais podem interagir com biomoléculas, influenciando a integridade celular e desencadeando respostas de estresse.
Além disso, a pesquisa nesta área explora estratégias para mitigar a toxicidade de metais pesados, desenvolvendo abordagens terapêuticas que visam neutralizar ou remover metais tóxicos do corpo, abrindo caminho para tratamentos mais eficazes em casos de exposição acidental ou crônica.

### Metaloproteinases e a matriz extracelular
As metaloproteinases, ou “escultores moleculares”, emergem como protagonistas na remodelação dinâmica da matriz extracelular. Esta área de pesquisa não apenas examina as estruturas intricadas dessas enzimas, mas também desvenda como sua atividade é finamente regulada para manter o equilíbrio entre a síntese e a degradação da matriz.
Além disso, a pesquisa explora o impacto das metaloproteinases em processos fisiológicos normais e em condições patológicas, como no desenvolvimento embrionário, na cicatrização de feridas e nas metástases cancerígenas. O entendimento desses processos oferece oportunidades para desenvolver intervenções terapêuticas direcionadas, visando modular seletivamente a atividade dessas enzimas em contextos clínicos específicos.
Em um nível molecular, a pesquisa investiga como os íons metálicos desempenham papéis estruturais e catalíticos nas metaloproteinases, destacando a complexidade das interações entre a química dos metais e os processos biológicos essenciais para a saúde e a doença

## Desafios e perspectivas
Com o avanço da ciência e tecnologia, destacam-se alguns desafios importante para atuação na área da bioinorgânica
Desafios:
1. A nanotecnologia, que é essencialmente transdisciplinar, envolve químicos, físicos, biólogos, engenheiros e farmacêuticos, entre outros profissionais.[51] Isso implica que a bioinorgânica, que é uma parte crucial da nanotecnologia, também requer uma abordagem interdisciplinar.
2. A construção de estruturas de dimensões muito inferiores às da atual microeletrônica para construir dispositivos funcionais (optoeletrônicos, microeletrônicos, biomédicos) e materiais estruturais que explorem propriedades revolucionárias, como a superplasticidade de nanopartículas, é um desafio significativo.[51]
3. A produção de fármacos que contenham metais em sua composição é um dos principais desafios na bioinorgânica.[52]

Perspectivas:
1. A pesquisa moderna em química inorgânica, que inclui a bioinorgânica, está se expandindo para incluir temas como a conversão de energia solar, a nanotecnologia e a química supramolecular.[51]
2. Os estudos de cinética, termodinâmica e mecanismos de reações inorgânicas e bioinorgânicas são considerados uma das áreas de fronteira na química inorgânica e continuam sendo extremamente importantes nos tempos atuais.
3. A capacidade única dos íons de metais de transição de controlar processos ambientais, industriais e biológicos torna essencial o entendimento de seu comportamento mecanístico.
4. A bioinorgânica também desempenha um papel vital na fisiologia humana e vegetal, e pesquisas importantes estão sendo direcionadas para explorar os mecanismos inter-relacionados que governam suas interações com biomoléculas.[52]